# Sucy-en-Brie
Sucy-en-Brie is een gemeente in het Franse departement Val-de-Marne (regio Île-de-France) en telt 24.812 inwoners (1999). De plaats maakt deel uit van het arrondissement Créteil.

## Geografie
De oppervlakte van Sucy-en-Brie bedraagt 10,4 km², de bevolkingsdichtheid is 2385,8 inwoners per km².
De onderstaande kaart toont de ligging van Sucy-en-Brie met de belangrijkste infrastructuur en aangrenzende gemeenten.

## Demografie
Onderstaande figuur toont het verloop van het inwonertal (bron: INSEE-tellingen).

## Afbeeldingen

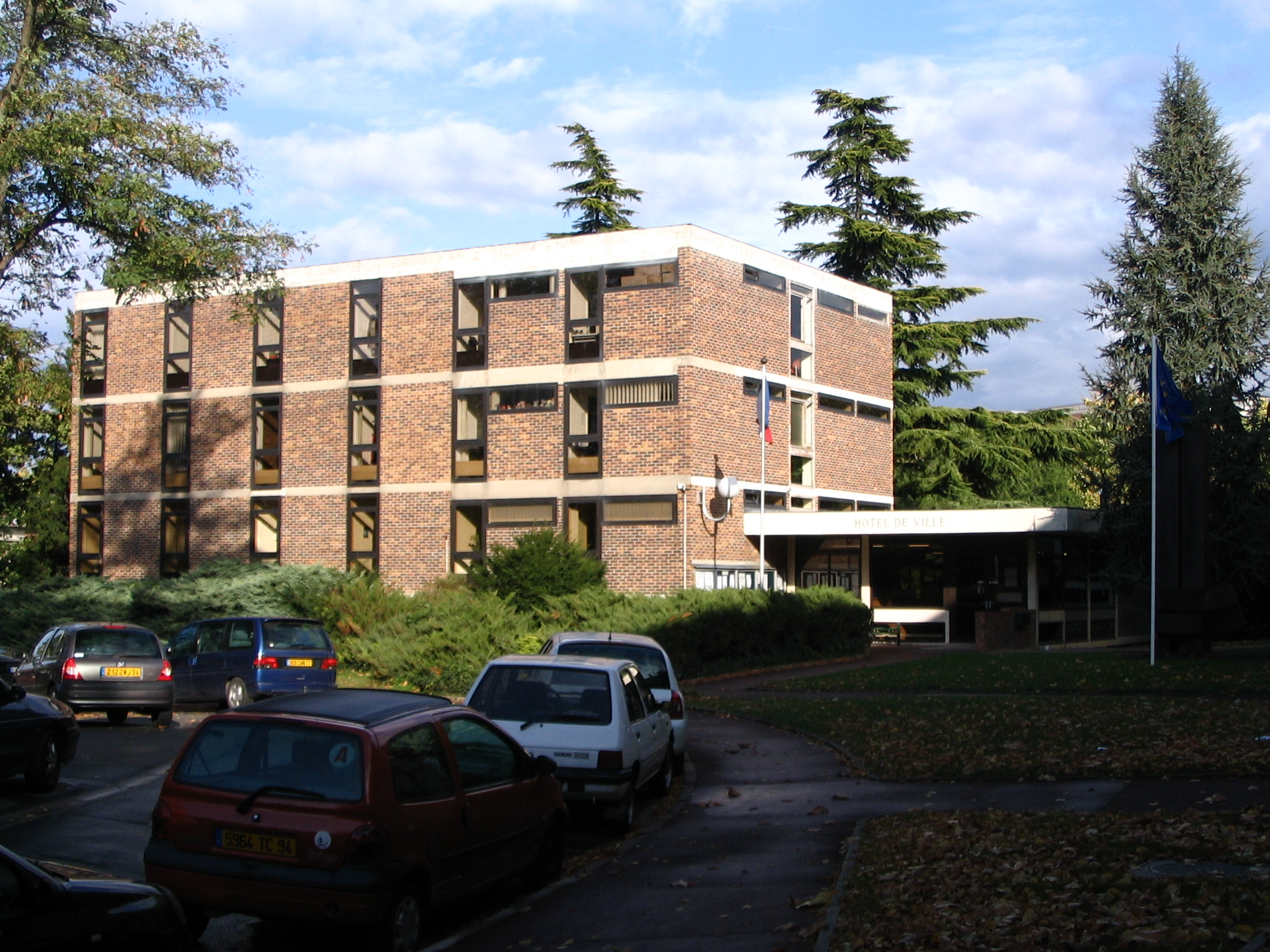
Gemeentehuis
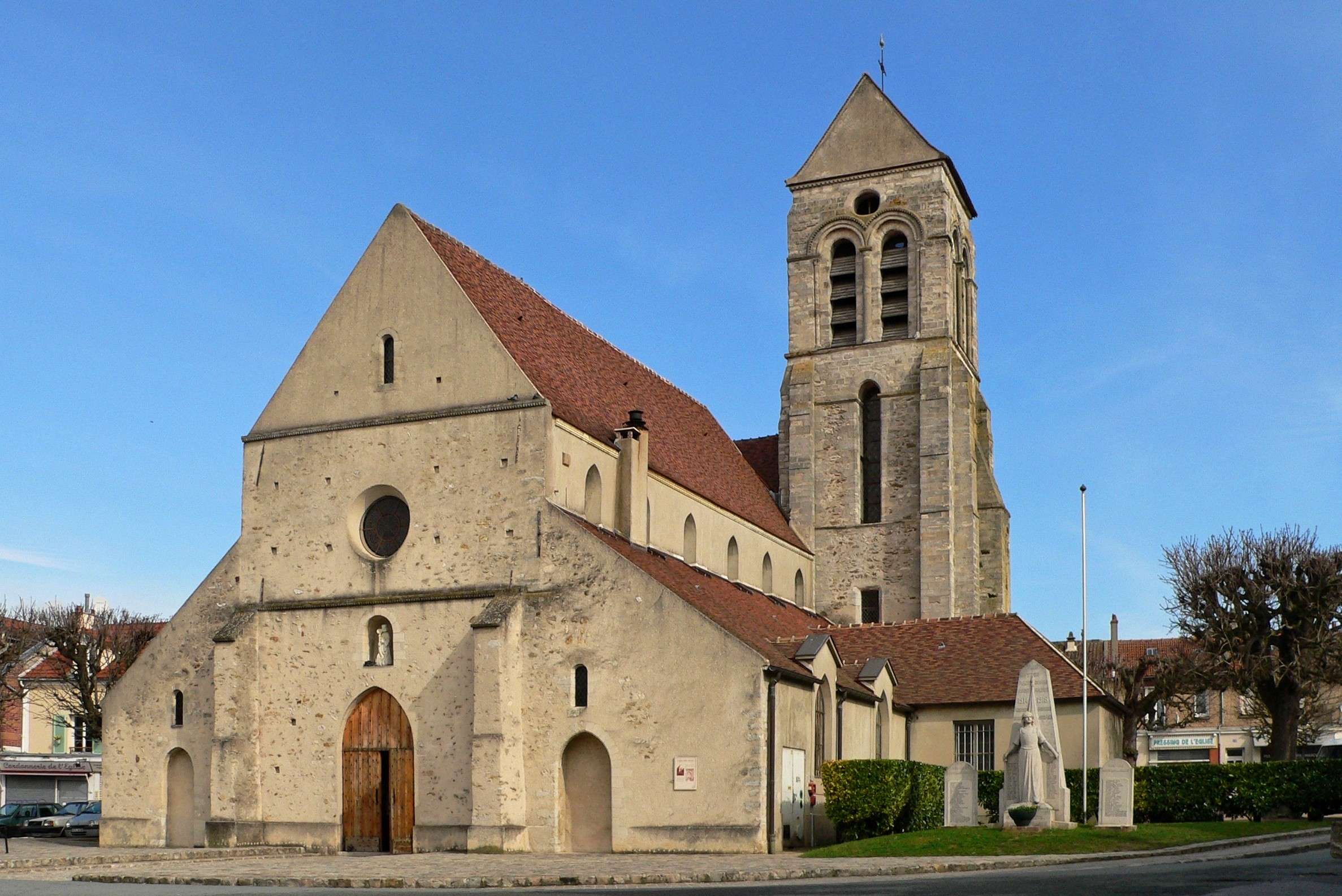
Église Saint-Martin
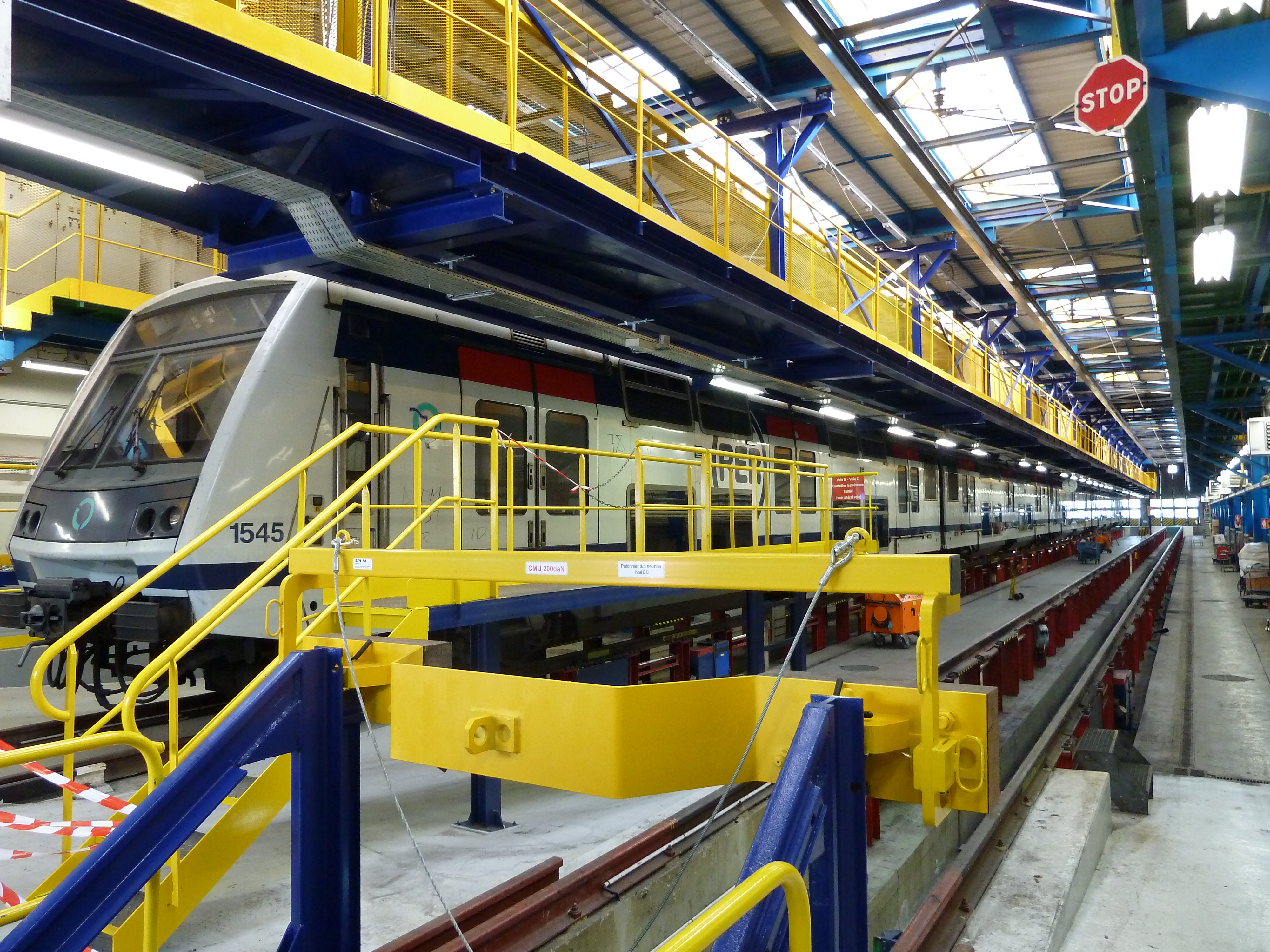
Spoorwegwerkplaatsen

## Geboren
- Angelin Preljocaj (1957), danser en choreograaf
- Nicolas Maurice-Belay (1985), voetballer
- Thomas Ephestion (1995), voetballer